# Manuel Guedes Aranha
Manuel Guedes Aranha (? - ?) foi um administrador colonial português. Foi Capitão-Mór da Fortaleza de Gurupá, cavaleiro professo da Ordem de Santiago. Foi também Governador do Grão-Pará de 3 de setembro de 1667 a março de 1668. É descendente dele o escritor Bento de Figueiredo Tenreiro Aranha.